# ولنغتون كو

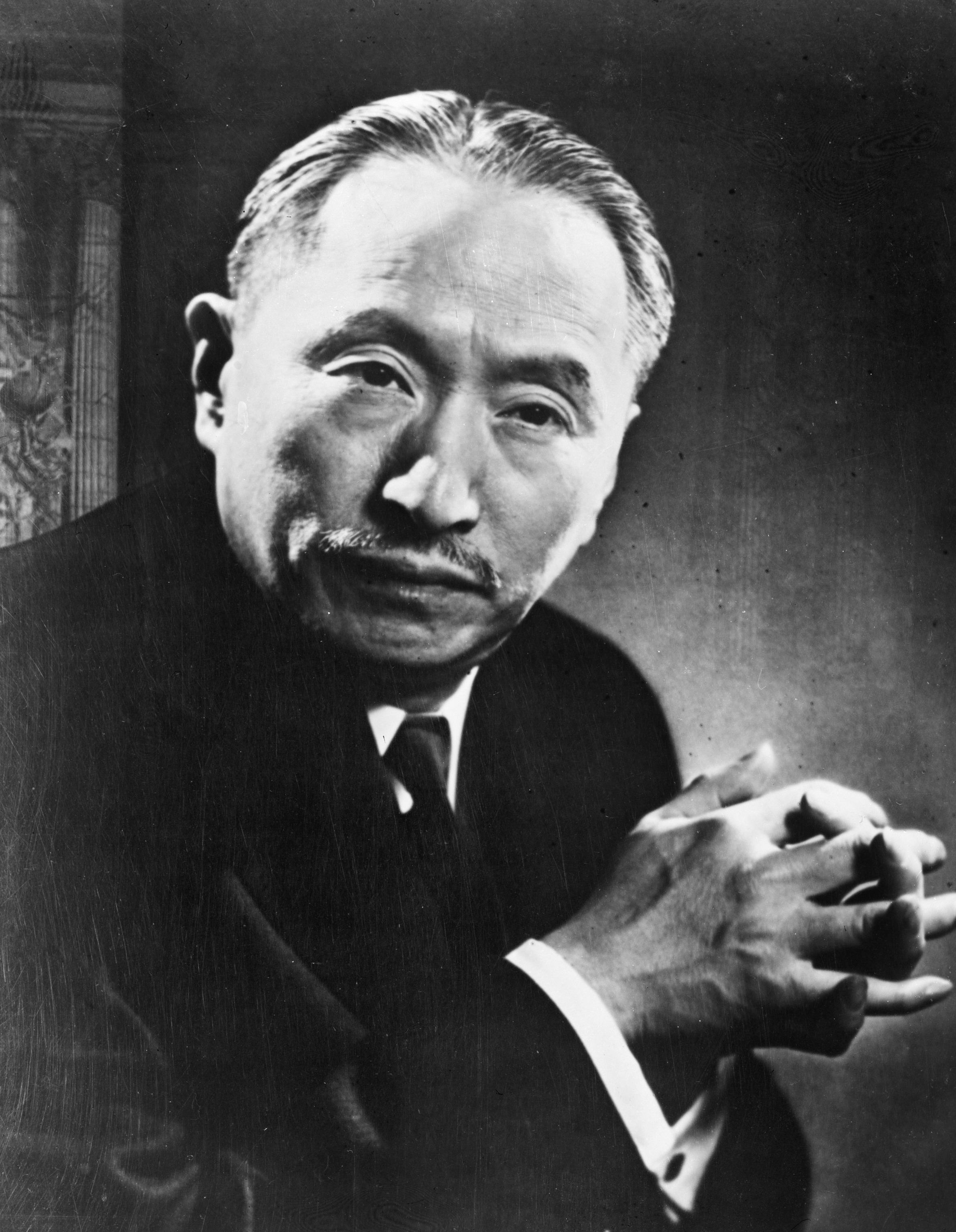
ولنغتون كو.

 كو في كيوين  (بالصينية: 顧維鈞) أو  كو وي تشون  (29 يناير 1887 - 14 نوفمبر 1985)، (بالصينية المبسطة:顾维钧) (بالصينية التقليدية: 顾维钧) والمعروف باسم " في. كيه. ولنغتون كو "، دبلوماسي صيني بارز، وممثلها في مؤتمر باريس للسلام لعام 1919 وسفير الصين في فرنسا وبريطانيا العظمى والولايات المتحدة؛ ومشارك في تأسيس عصبة الأمم والأمم المتحدة، والقاضي في محكمة العدل الدولية في لاهاي بين عامي 1957-1967. في الوقت الذي كان فيه يشغل منصب وزير الشؤون الخارجية بين أكتوبر 1926 ويونيو 1927، شغل أيضًا لفترة وجيزة منصبي رئيس وزراء جمهورية الصين والرئيس المؤقت لجمهورية الصين. كان كو أول رئيس صيني يستخدم اسم غربي علنًا.

## روابط خارجية
- ولنغتون كو على موقع مونزينجر (الألمانية)